# 伝説の生物一覧

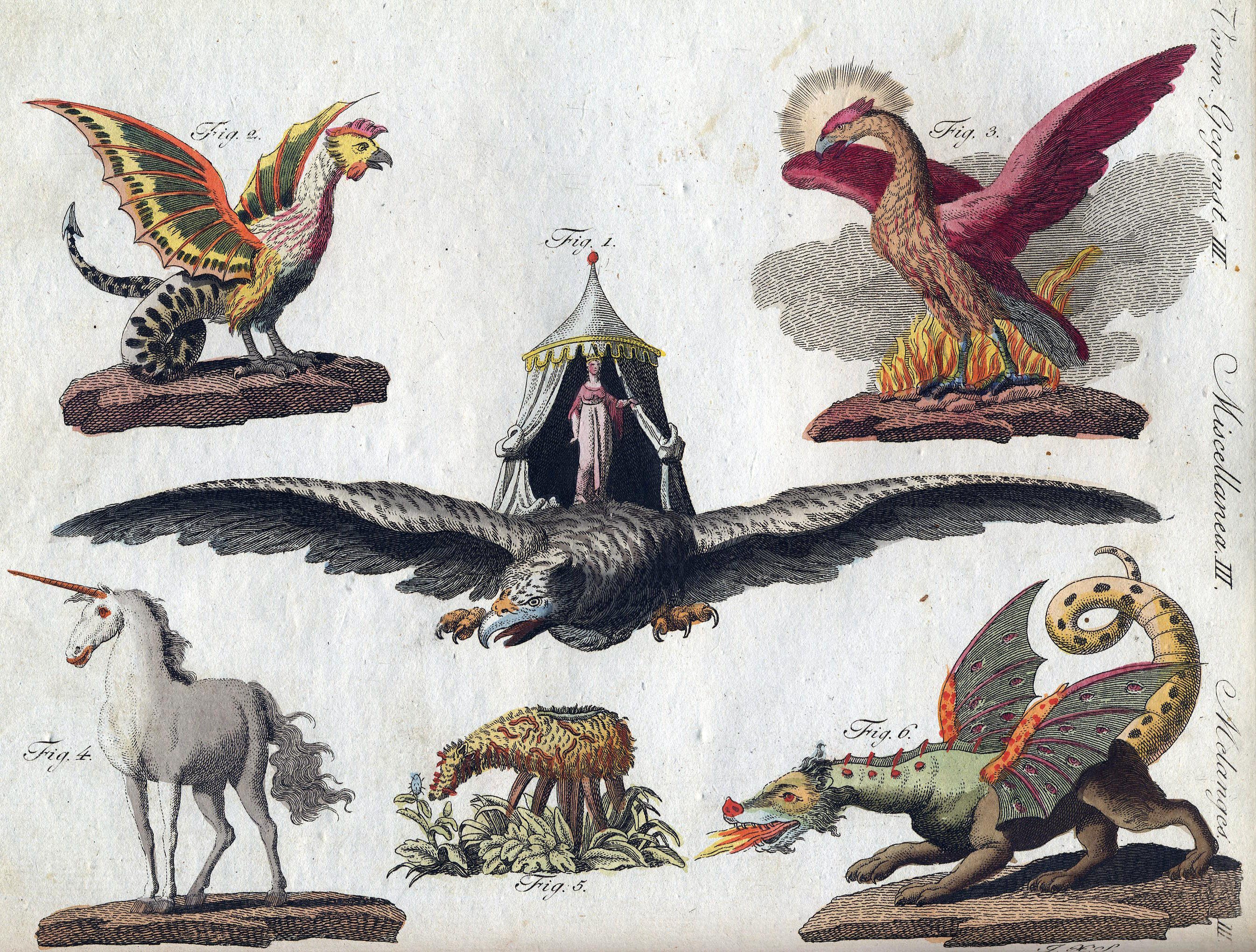
F. J. Bertuch, C. Bertuch, Bilderbuch für Kinder: enthaltend eine angenehme Sammlung von Thieren, Pflanzen, Früchten, Mineralien ... alle nach den besten Originalen gewählt, gestochen und mit einer ... den Verstandes-Kräften eines Kindes angemessenen Erklärung begleitet （フリードリヒ・ユスティン・ベルトゥッヒ『子供のための図鑑 - 動物・果物・鉱物・衣装その他各種の学ぶべきものを、自然・芸術・学問の領域から集めた楽しい本』）第2版、ヴァイマール、1790年刊（ハイデルベルク大学付属図書館 蔵）、第1巻、175頁より "Fabelhafte Thiere / Animaux Fabuleux" （伝説上の動物）、バジリスク（上段左）、フェニックス（上段右）、ロック鳥（中央）、ユニコーン（下段左）、バロメッツあるいはスキタイの子羊（下段中央）、ドラゴン（下段右）独文仏文。

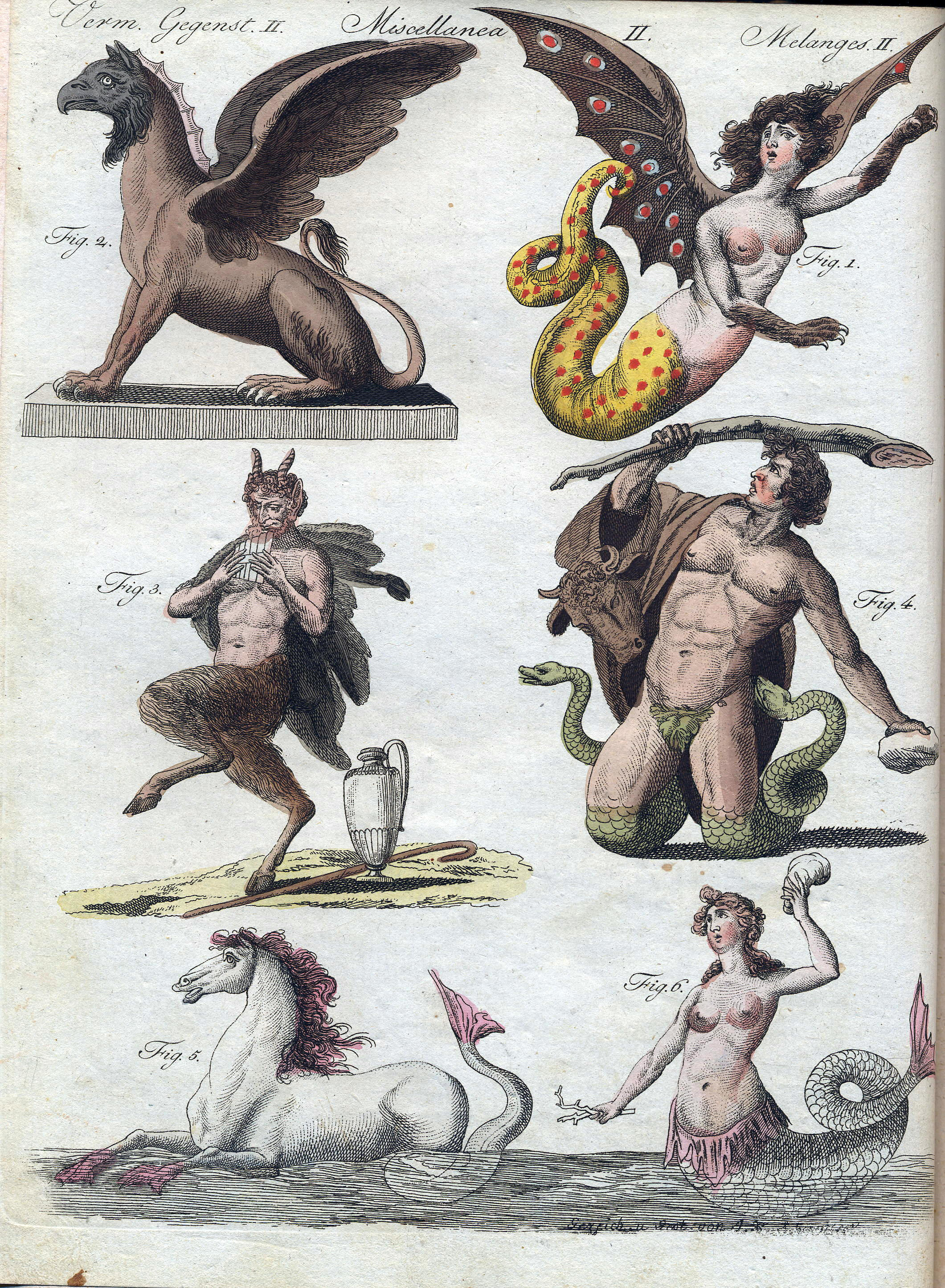
上掲書、172頁より、グリフォン（上段左）、ハルピュイア（上段右）、サテュロス（中段左）、巨人あるいはティーターン（中段右）、ヒッポカンポス（下段左）、ネーレイデースならびにトリートーン（下段右、なお図示されているのはネーレーイス単体）独文仏文。

伝説の生物一覧（でんせつのせいぶついちらん）は、神話や伝説などで、伝承される主だった現代生物学的に確認されていない生物、種族、精霊、幻獣、怪物、魔物などの存在を一括表記するページである。
ここに表示する各節（セクション〈 # 〉）の分類名は、体系的規則性と相容れない性質の、本質的に混沌（カオス）であるものの分類を試みた結果であって、細部では自ずと矛盾を孕む部分がある。ただし、それは民俗的事象に当然の不統一であって、資料としての不備をただちに示すものではない。
- 各節内の表示は五十音順を基本とする。
- ただし、「狐」の中の「妖狐」など、下位分類に属するものは上位分類の音に準じる。
- また、独自の基準を持つ一群はこの限りではない。

## ヨーロッパ、アメリカ、オセアニアやアフリカ

### ドラゴン（竜、ドレイク、蛇の幻獣）
- アンピプテラ…イギリスに伝わる翼のある蛇。
- アンフィスバエナ…尾が頭となった双頭の蛇、もしくはドラゴン。
- ヴイーヴル（ヴィーヴル）…フランスに伝わる蝙蝠の翼持つドラゴン。
- ウロボロス…自らの尾を噛んだ蛇もしくはドラゴンの象徴的存在。
- エレンスゲ…バスク地方に伝わる竜。
- ガルグイユ…フランスに伝わるドラゴン。ガーゴイルの元となったとも言われる。
- クエレブレ…スペインに伝わる竜。水の妖精のシャナと共に暮らしているとされる。
- ケツァルコアトル… アステカ神話の神でもある羽根の生えた蛇。
- ズメイ…東欧から中欧にかけて伝わる竜。
- タラスク…フランスのタラスコン市に存在するというドラゴン。姿に関しては複数の伝承がある。
- タランタシオ…イタリアに伝わるドラゴン。
- ニーズヘッグ…北欧神話に登場するドラゴン。世界樹ユグドラシルの根を齧り、フレースヴェルグと罵り合っているとされる。
- ヒュドラー（ヒュドラ、ヒドラ）…無数の頭を持つ蛇。
- ファフニール…北欧神話に登場するドラゴン。
- フェルニゲシュ…ハンガリーの民話に登場する竜。
- ペルーダ…フランスに住むと言われる蛇頭蛇尾の怪物。
- ヤクルス…古代ローマ時代にいると信じられた翼の生えた蛇。
- ユラン…ロシアに伝わる竜。
- ラドン…ギリシャ神話に登場する百の頭を持つドラゴン。
- リントヴルム…ドイツに伝わる翼あるドラゴン。
- 虹蛇（にじへび）…世界中に存在する天候を操る蛇。主に北米、オーストラリア、西アフリカに伝わっている。
  - エインガナ
  - デンゲイ
  - ユルルングル
- ヨルムンガンド…北欧神話に登場する世界蛇。
- ワーム…元は蛇の様なドラゴンを指していたが、現在ではイモムシのような姿をしたものもこう呼ばれる。
- ワイバーン…腕の代わりにコウモリの翼を持つドラゴン。

### 幻獣
- アイ
- アイアタル
- アイトワラス
- アエテルナエ
- アーヴァンク
- アクリス
- アスピドケロン…島と見紛うほどの巨大な亀。もしくは魚。
- アチヤラボパ（英語版）
- イピリア…髪の毛と髭を持つ虹色に輝く巨大なヤモリ。
- エアレー
- アイトーン…ギリシャ神話に登場する巨大な鷲。火を盗んだ神プロメーテウスの肝臓を啄んでいるという。
- ガーゴイル
- カーバンクル
- カトブレパス
- カラドリウス…キリストの使いとされる鳥。
- カルキノス…ギリシャ神話に登場する巨大なカニ。
- ガルム…北欧神話に登場する犬。
- クラーケン…船に匹敵するほど巨大な蛸。
- グランガチ
- グローツラング
- スクォンク
- スコル
- ズラトロク
- ダーラマラン
- パイア
- バイコーン（二角獣）
- バジリスク…雄鶏の胴体と蛇の尾を持つとされる怪物。
- ハティ（マーナガルム）
- フェニックス（不死鳥、ポエニクス）
- フェンリル…北欧神話に登場する巨大な狼。
- フレースヴェルグ（フレズベルグ）…北欧神話に登場する巨大な鷲。
- ヘルハウンド（ブラックドッグ）
- ボナコン…たてがみを持つ雄牛。
- ユニコーン（一角獣、モノケロス）…額に一本角を持つ、雄山羊の顎髭とライオンの鬣を持つ馬。
- ラタトスク
- レモラ
- ワルタハンガ

### ギリシャ神話に登場する動物
- ステュムパーロスの鳥
- ディオメーデースの人喰い馬
- ネメアーの獅子（ネメアの獅子）
- エリュマントスの猪
- カリュドーンの猪
- クレーテーの牡牛（クレタの牡牛）

### 複数の動物が合成（投影）されているもの
- イポトリル（英語版）…中世ヨーロッパでいると信じられた複数の獣の特徴を持つ怪物。イノシシの頭部とラクダの胴体、ヤギと牛の脚と蹄に蛇の尾を持つとされた。
- オピオタウロス…ギリシャ神話の怪物。牛の上半身と蛇の下半身を持つとされる。
- オルトロス…二つの頭を持つ犬。ケルベロスの弟。
- カプリコルヌス
- キマイラ（キメラ）… ギリシャ神話に登場する怪物。蛇の尾を持ち、胴から山羊の頭が飛び出したライオンの姿をしているとされる。
- ギリビーロ … マプチェ族の伝承で「キツネ（の頭）の蛇」
- キリム…七つの頭に七つの角と七つの目を持ち、犬の様な牙との尾を持つとされる。
- グリフォン（グリフィン、グリュプス）…鷲の翼と上半身、獅子の下半身を持つとされる怪物。
- ケートス…クジラの様な胴体に魚の様な下半身、複数の獣に似た頭部と二つに割れている扇形の尾鰭を持つ。また、アシカの様な胸鰭か、ライオンが犬の様な前足を持つとされる。
- ケルベロス…三つの頭を持つ犬。
- グーロ…大型犬の体と猫の様な頭を持つ怪物。
- コカトリス…雄鶏の体と蛇の尾を持つとされる怪物。
- ココリョナ…鰐の体と蝶の翅を持つ怪物。
- スキュラ…美しい女性の上半身と、複数の犬の前半身を生やした魚の下半身を持つ怪物。
- スレイプニル…北欧神話の主神オーディンの愛馬。八つの脚を持つ馬とされる。
- スフィンクス（ギリシア神話）（スピンクス）…古代エジプトから古代ギリシャに伝わる怪物。人間の頭と獅子の体を持つとされる。
- ヒッポカンポス…上半身が馬、下半身が魚の怪物。
- ヒッポグリフ…馬の体の前半分が鷲の姿をした怪物。
- ペガサス（ペガスス、ペガソス）…翼の生えた馬。
- ペリュトン…鳥の翼と胴体に、牡鹿の頭と脚を持つ怪物。
- マンティコア（マンティコラ）…人面を持つ人喰い獅子。
- ミルメコレオ…獅子の上半身と蟻の下半身を持つ怪物。
- レウクロコタ（クロコッタ）…ハイエナとライオンの間の獣。

### 魔物や魔獣
- アラ…天候を操る悪魔。
- カムペー…ギリシャ神話に登場する怪物。上半身は女性、下半身は海の生き物とされる。
- エンプーサ…ギリシャ神話に登場する吸血鬼。
- モルモー…ギリシャ神話に登場する吸血鬼。
- ブギーマン（ブーギマン、ブーゲイマン、ボガート）…都市伝説における幽霊。
- セイレーン（サイレン）…ギリシャ神話に登場する怪物。元々は半人半鳥の姿とされるが、現在では人魚の一種ともされる。
- ヘルハウンド（ブラックドッグ）…別名をヘルハウンド。
- 夢魔（むま、サキュバス、インキュバス、リリス）…または淫魔。
- モーショボー…モンゴルの鳥の姿をした魔物。
- ロゴ・トゥム・ヘレ…巨大な蛸の魔物。

### 半人半蛇
- エキドナ…ギリシャ神話の怪物。あらゆる怪物の母。
- ゴルゴーン…ギリシャ神話における怪物の三姉妹。
  - ステンノー…長女。
  - エウリュアレ…次女。
  - メドゥーサ…末妹。ペルセウスに退治されたとされる。
- ザッハーク… ペルシアの叙事詩シャー・ナーメに出て来る怪物、または暴君。
- デルピュネー…ギリシャ神話の怪物。下半身が蛇とされる。
- ラハム…バビロニア神話の神。ある時は女性の姿、ある時は大蛇の姿をしている。
- ラミアー…ギリシャ神話の怪物。

### 馬の魔物
- ケルピー…ケルト神話の怪物。水の魔物である
- ナックラヴィー…ケルト神話の怪物。ケンタウロスの様に半人半馬の姿とされる。

### 獣人や亜人
- アルマス
- 狼男（おおかみおとこ、狼憑き、ライカンスロープ、ルー・ガルー、ワーウルフ）
  - ロビゾーメン（英語版）
- クルピラ
- ケンタウロス（ケンタウルス、セントール）…半人半馬の獣人。
- サッシ
- サテュロス…人の体と羊の両脚を持つ種族。
  - パーン…ギリシア神話における半人半山羊の神。
- 人魚（にんぎょ、マーメイド、マーマン）
  - オアンネス…半魚人の一種。
  - トリートーン
  - 半魚人（はんぎょじん、マーマン、海の司教、ほか）
- ハルピュイア（ハーピー）
- ピシュタコ
- ホムンクルス
- マピングアリ
- マンドレイク（アルラウネ）
- ミーノータウロス

### 巨人（ジャイアント）
- 中東から東洋にかけての巨人
  - ヴィラバドラ（英語版）…インド神話の巨人。
  - クンバカルナ…インド神話の巨人。
  - ウベルリ…ヒッタイト神話の巨人。
  - ウルリクムミ…ヒッタイト神話の巨人。
  - ネフィリム…聖書に登場する巨人。
- ギリシャ神話の巨人
  - アルゴス…百の目を持つ巨人。
  - アンタイオス
  - カークス
  - ギガース…地母神ガイアが主神ゼウスに挑む為に作った巨人の一族。
  - キュクロープス（サイクロプス）…一つ目の巨人。
  - ゲーリュオーン（ゲリュオネウス）…三つの頭と三つの体を持つとされる巨人。
  - タロース…青銅でできた巨人。
  - ティーターン（タイタン）…オリュンポスの神々以前に世界を治めてきた神々であり、巨人の一族。
  - テューポーン（テュポン、ティフォン、テュポーン、テュポース）…巨大な怪物にして巨人。
  - ヘカトンケイル…百の腕を持ち、鍛治の腕前に長けた巨人。
- ブリテン島近辺に伝わる巨人
  - アルビオン
  - グレンデル
  - ゴグマゴグ
  - バロール
  - フォモール族
- 北欧神話の巨人
  - 霜の巨人（しものきょじん、ヨートゥン）
  - スルト
  - フリュム
  - フルングニル
  - ムスペル
  - ユミル
- その他の巨人
  - ドルオン・アンティゴーン…ベルギーに伝わる巨人。
  - ナルムクツェ…アメリカ・インディアンに伝わる巨人。
  - オーガ（オグル）…ヨーロッパの巨人。

### アンデッド
- 吸血鬼（きゅうけつき、ヴァンパイア）
  - ダンピール…人と吸血鬼の混血。
- ゾンビ（ゾンビー）…死んだ者が生前の姿のまま墓から蘇った者とされる
- チョンチョン…南米のチリにいるとされ頭のみの怪物。
- 幽霊…死んだ者が霊魂の状態でこの世に留まっているとされる。

### 神族
- アース神族…北欧神話の主要な神々。
  - ワルキューレ（ヴァルキュリア、ヴァルキリー）…アース神族に仕える女性たち。戦乙女とも呼ばれる。
- ヴァン神族…北欧神話に登場するもう一つの神々。
- トゥアハ・デ・ダナーン（ダーナ神族）…ケルト神話の主要な神々。
- オリュンポス十二神…ギリシア神話の主な神々。
  - ティーターン…オリュンポスの神々以前に世界を支配していた。

### 妖精や精霊
- アルプ
- ウェンディゴ
- ウォーター・リーパー
- ヴォジャノーイ
- エインセル
- エインヘリャル（エインヘルヤル）
- エルフ
- オーベロン（オベロン）
- カリカンジャロス
- ガンコナー
- キキーモラ
- クー・シー
- グラシュティン
- グレムリン
- ケット・シー
- ケルピー（アハ・イシュケ）
- コブラナイ
- ゴブリン（ホブゴブリン）
- コボルト
- ザントマン
- シービショップ
- ジャックフロスト
- ジャック・オー・ランタン
- シャナ
- シルキー
- スプライト
- スプリガン
- デュラハン
- ドッペルゲンガー
- ドモヴォーイ
- トロール（トロル）
- ドワーフ
- ニュンペー（ニュムペー、ニンパ）
  - ドリュアス（ドリアード、ドライアード）
  - ネレイデス
  - ランパス （ランパデス）
- ニューニ
- ノッカー
- バーゲスト
- バグベア
- ハッグ
- パック（ロビン・グッドフェロー）
- 花の妖精（はなのようせい）
- 歯の妖精（はのようせい）
- ハミンギャ
- バンシー
- ピクシー
- ファハン（ジイリッハ）
- フィルギャ
- フェアリー
- フォーン
- ブッカブー
- ブラウニー
- ブラックドッグ
- ボガート（ボーグル）
- ボギー
- ムオーデル
- メイヴ（マブ）
- メリュジーヌ
- リャナンシー（ラナンシー）
- ルサールカ
- レーシー
- レッドキャップ
- レプラコーン（レプレホーン、レプラカーン）
- ロア
- ワステュルジ
- ティターニア（タイターニア）

#### 四大精霊
- 水：ウンディーネ
- 火：サラマンダー
- 風：シルフ（シルフィード）
- 地：ノーム

## 中東や聖書

### 怪物
- 黙示録の獣 - 7本首の龍など
- アジ・ダハーカ…ゾロアスター教、及び古代ペルシアに伝わる怪物。
- アポピス（アペプ、アピペ）
- アンズー
- イルルヤンカシュ
- クジャタ
- ザラタン
- ジズ
- パズズ
- バハムート
- ファラク（英語版）
- フンババ（フワワ）
- ロタン（英語版）（リタン）
- ロック鳥

### 聖獣
- アピス
- アメミット（アーマーン）
- アルミラージ
- タウエレト（タウルト、イプス、イペット、アペット、オペット、レレト）
- （古代エジプトの）スフィンクス（スピンクス、アブル・ホール、アブ・ル・ハウル）
- パピルサグ
- ペトスコス
- ベヒモス（ベヘモト、ビヒーモス）
- ベンヌ
- レヴィアタン（リヴァイアサン）…聖書に登場する。その姿は巨大な竜、もしくは蛇とされる。
- サーポパード（英語版） - エジプト等の壁画に描かれた首の長いネコ科の動物。英語の蛇（サーペント）＋豹（レオパード）を組み合わせた造語による命名。
- ブラーク（英語版）（ブラク）
- シームルグ（スィームルグ、スィーモルグ、シムルグ、サムルク）

### ティアマトが生み出した怪物
- ムシュマッヘ
- ウシュムガル（英語版）
- ムシュフシュ
- ウガルルム（英語版）
- ウリディンム（英語版）（ウルマフルッルー）
- ウム・ダブルチュ（英語版）
- ラフム（ラハム、ラハブ）
- ギルタブルル（ギルタブリル、ギルタブルウル）
- クサリク
- バシュム（英語版）（ウシュム）
- クルール（英語版）

### 魔神、悪霊や精霊
- ウトゥック
- グール
- ジン
  - イブリース
  - イフリート
- バー
- フーリー
- ペリ

### 獣頭人身の神
- カエル
  - ヘケト（ヘカト）
- コブラ
  - メルセゲル
- ジャッカル
  - アヌビス
- タマオシコガネ
  - ケプリ
- トキ
  - トート
- ネコ
  - バステト
- ハヤブサ
  - ラー
  - ホルス
  - モンチュ
- ヒツジ
  - クヌム
- ライオン
  - セクメト
  - テフヌト
  - マヘス（英語版）
- ワニ
  - セベク
- 分類不明のもの
  - セト

### 天使（エンジェル）
- 熾天使（してんし、セラフ、セラフィム）
- 智天使（ちてんし、ケルブ、ケルビム）
- 座天使（ざてんし、ソロネ・スローンズ、オファニム、ガルガリン）
- 主天使（しゅてんし、ドミニオン、キュリオテテス）
- 力天使（りきてんし、ヴァーチュアー、デュナメイス、デュナミス）
- 能天使（のうてんし、パワー、エクスシアイ、エクスシア）
- 権天使（ごんてんし、プリンシパリティ、アルヒャイ、アルケー）
- 大天使（だいてんし、アークエンジェル）
- 堕天使（だてんし、フォールン・エンジェル）

### 女神
- 女神
- アテーナー（アテナ）
- アリアドネー（アリアドネ）

### 悪魔（デビル、デーモン）
- 魔王

## 東アジアや東南アジア

### 八部衆
- 阿修羅（あしゅら、修羅、アスラ）
- 天部（てんぶ、天、デーヴァ）
- 竜（ナーガ）
- 夜叉（やしゃ、薬叉、ヤクシャ、ヤクシー）
- 迦楼羅（金翅鳥、ガルダ）
- ガンダルヴァ（乾闥婆）
- 緊那羅（キンナラ）
- 摩睺羅伽（まごらが、マホーラガ）

#### アスラ
- アリシュタ
- イドゥンバン
- ヴァルナ
- ヴェーパチッティ
- ウパスンダ
- ヴリトラ
- ガジャースラ
- カーラカンジャ
- クヴァラヤーピーダ
- コータヴィー
- シャムバラ
- ジャランダラ
- シュシュナ
- スールパドゥマ
- ソーマ・プラバー
- ダヌ
- ダリカ
- ターラカ
- チトラレーカー
- チャーヌーラ
- チャンダ
- トリナーヴァルタ
- ナムチ
- ナラカ
- バーナースラ
- ヒラニヤカシプ
- ヒラニヤークシャ
- プラフラーダ
- プローマン
- ホリカ
- マダ
- マハーバリ
- マヒシャ
- ムカースラ
- ムシュティカ
- ムラースラ
- ムンダ
- ラクタヴィージャ
- ラムバー
- ラーフ
- ルドラ（シヴァ）

#### ナーガ
- アナンタ
- ヴァースキ（和修吉）
- カーリヤ
- シェーシャ
- タクシャカ
- ナーガラージャ（八大竜王）
- ムチャリンダ

#### ヤシャ
- クベーラ

### 五竜や四神
- 北：黒竜（こくりゅう）、玄武（げんぶ）
- 東：青竜（せいりゅう）
- 中：黄竜（こうりゅう）
- 西：白竜（はくりゅう）、白虎（びゃっこ）
- 南：赤竜（せきりゅう）、朱雀（すざく）

### 四霊
- 鱗蟲の長：応竜（おうりゅう）
- 介蟲の長：霊亀（れいき）
- 毛蟲の長：麒麟（きりん）
- 羽蟲の長：鳳凰（ほうおう）

### 四凶
- 窮奇（きゅうき）
- 渾敦（こんとん）
- 檮杌（とうごつ）
- 饕餮（とうてつ）

### 四罪
- 共工（きょうこう）
- 驩兜（かんとう）
- 鯀（こん）
- 三苗（さんびょう）

### 竜生九子
- 囚牛（しゅうぎゅう）
- 睚眦（やず）
- 嘲風（ちょうほう）
- 蒲牢（ほろう）
- 狻猊（さんげい）
- 覇下（はか）
- 狴犴（へいかん）
- 負屓（ふき） / 贔屓（ひき、びし）
- 螭吻（ちふん）

### 瑞獣や霊獣
- アイラーヴァタ
  - ギリメカラ
- 獬豸（かいち、カイチ）
- 開明獣（かいめいじゅう）
- 夔（き）
- 九尾の狐（きゅうびのきつね）
  - 白面金毛九尾の狐（はくめんこんもうきゅうびのきつね）
- 玉龍（ぎょくりゅう、白龍馬）
- 狛犬（こまいぬ）
- 三足烏（さんそくう、火烏）
  - 金烏（きんう）
  - 八咫烏（やたがらす）
- シーサー
- 鯱（しゃち）
- 椒図（しょうず）
- 蜃（しん）
- 四不像（しふぞう、スープーシャン）
- 青蛙神（せいあじん、ちんわせん）
- 双睛（そうせい）
- 螭首（ちしゅ）
- 月の兎（つきのうさぎ）
- 獏（ばく）
- 白沢（はくたく、白澤）
- 諦聴（たいちょう）
- バロン
- ハンサ
- 貔貅（ひきゅう）
- 望天吼（ボウテンコウ）
- マカラ
- 蓑亀（みのがめ）
- 鸞（らん）
- 唐獅子（からじし、獅子）
- マーライオン

### 半人半獣の神
- ヴァナラ
  - ハヌマーン（猿神）
- ヴァラーハ
- ガネーシャ（歓喜天、聖天）
- 河伯（かはく）
- カバンダ
- 迦陵頻伽（かりょうびんが、カラヴィンカ）
- カルキ
- クールマ
- 蚩尤（しゆう）
- 祝融（しゅくゆう）
- 女媧（じょか）
- ナラシンハ
- 馬頭観音（ばとうかんのん、めづかんのん、ハヤグリーヴァ）
- 伏羲（ふっき）
- プルキシ
- マツヤ
- 宇賀神（うがしん、うがのかみ）

### 人型妖怪・精霊
- 青行燈（あおあんどん）
- 青坊主（あおぼうず）
- 垢嘗（あかなめ）
- 小豆洗い（あずきあらい、小豆とぎ）
  - 小豆はかり
  - 小豆婆（あずきばばあ）
- アプサラス
  - ウルヴァシー
  - ティローッタマー
  - メーナカー
  - ラムバー
- 油すまし（あぶらすまし）
- 雨女（あめおんな）
- 雨降小僧（あめふりこぞう）
- 長壁姫（おさかべひめ）
- 白粉婆（おしろいばばあ）
- お歯黒べったり（おはぐろべったり）
- 河童（かっぱ）
  - 山童（やまわろ、やまわらわ）
  - 沙悟浄（さごじょう、捲簾大将、沙僧）
  - 水虎（すいこ）
  - ミントゥチ（ミントゥチカムイ、ミンツチ）
- かみきり
- 川姫（かわひめ）
- 貫匈人（かんきょうじん）
- キジムナー（キジムナー）
- 口裂け女（くちさけおんな）
- クラバウターマン
- 子泣き爺（こなきじじい）
- コロボックル
- 座敷童子（ざしきわらし、座敷童）
- 精螻蛄（しょうけら）
- 砂かけ婆（すなかけばばあ）
- 袖引小僧（そでひきこぞう）
- チェディペ
- 魑魅魍魎（ちみもうりょう）
- 手の目（てのめ）
- 天井嘗め（てんじょうなめ）
- 天狗（てんぐ）
  - 烏天狗（からすてんぐ）
  - 木の葉天狗（このはてんぐ）
  - 女天狗（おんなてんぐ）
  - 大天狗（おおてんぐ、だいてんぐ）
- 豆腐小僧（とうふこぞう）
- 百々目鬼（どどめき）
- ぬらりひょん
- のっぺらぼう
  - ぬっぺふほふ（ぬっぺっぽう）
- 魃鬼（ばっき）
- 針女（はりおなご、はりおんな、笑い女子）
- 一つ目小僧（ひとつめこぞう）
- 一本だたら
- 貧乏神（びんぼうがみ）
- 二口女（ふたくちおんな）
- 震々（ぶるぶる）
- 枕返し（まくらがえし）
- 山姥（やまうば、やまんば、山母、山女郎）
- 山爺（やまじじい、山父）
- 山彦（やまびこ、呼子）
- 山姫（やまひめ、山女）
- 雪女（ゆきおんな、氷女、氷柱女）
- 雪爺（ゆきじじい）
- ランダ
- レヤック
- ろくろ首（ろくろくび、轆轤首、飛頭蛮）
- 寝肥 (寝肥)
- トカプチュプカムイ（ペケレチュプカムイ）
- パウチカムイ
- 疫病神（やくびょうがみ、厄病神、疫神、厄神）
  - パヨカカムイ（パイカイカムイ）
- アマビエ
  - アマビコ（海彦、天彦、天日子、尼彦、あま彦、雨彦、天彦入道、尼彦入道）
  - アリエ

#### 鬼
- 餓鬼（がき、プレータ、薜茘多）
  - ヴェータラ
- 牛頭馬頭（ごずめず）
- 独脚鬼（どっきゃくき）
- トッケビ
- 酒呑童子
- なまはげ ※他の鬼とは異なる別の独立した存在、または民俗神であるとする説もある。
- 般若（はんにゃ）
- 羅刹天（らせつてん、羅刹、ラークシャサ、ラークシャシー）
  - メーガナーダ
  - ラーヴァナ
  - 羅刹女（らせつにょ、鉄扇公主）
- 天邪鬼（あまのじゃく）
  - 天探女（あめのさぐめ）
- 天逆毎（あまのざこ）
- 夜行さん（やぎょうさん）

#### 巨人型妖怪や神
- 赤足（あかあし）
- 一本だたら（いっぽんだたら）
- 海坊主（うみぼうず）
- 夸父（こほ）
- ダイダラボッチ（大太郎法師、だいらんぼう）
  - 手洗鬼（てあらいおに）
- 手長足長（てながあしなが）
- 足長手長（あしながてなが）
- 盤古（ばんこ）
- 見越し入道（みこしにゅうどう、見越入道）
  - 見上入道（みあげにゅうどう、見上げ入道）
- 両面宿儺（りょうめんすくな）
- 山男（やまおとこ、山人、大人）
- 大入道（おおにゅうどう）
  - 大坊主（おおぼうず）
- 刑天（けいてん、形天、邢天、刑夭、形夭、邢夭、けいよう）
- 弥五郎どん（大人弥五郎、弥五郎様）

### 動物型妖怪・精霊
- 青鷺火（あおさぎび）
- 赤エイ
- 磯撫で（いそなで）
- 以津真天（いつまで）
- 犬神（いぬがみ）
- 牛鬼（うしおに）
- 蟒蛇（うわばみ）
- イクチ
- 大鯰（おおなまず）
- 大蝦蟇（おおがま）
- 大百足（おおむかで）
- 送り犬
- 陰摩羅鬼（おんもらき、陰魔羅鬼）
- 玃猿（かくえん）
- 火車（かしゃ）
- 火鼠（かそ）
- 化蛇（かだ）
- 片耳豚（カタキラウワ）
- 禍斗（かと）
- 鎌鼬（かまいたち）
- 讙（かん）
- 鬼車（きしゃ）
- 牛魔王（ぎゅうまおう）
- 顒（ぎょう、ぐ）
- 管狐（くだぎつね）
- 件（くだん）
- 共命鳥（ぐみょうちょう）
- 小玉鼠（こだまねずみ）
- サムパーティ
- ジャターユ
- 猩猩（しょうじょう）
- 修蛇（しゅうだ）
- 朱厭（しゅえん）
- 酒虫（しゅちゅう）
- 人虎（じんこ）
- 相柳（そうりゅう）
- 孫悟空（そんごくう、斉天大聖、孫行者）
- 猪八戒（ちょはっかい、天蓬元帥、猪悟能）
- 鴆（ちん）
- 土蜘蛛（つちぐも）
- 恙虫（つつがむし）
- ティミンギラ
- 鵺（ぬえ）
- 野槌（のづち）
- 野鉄砲（のでっぽう）
- 波山（ばさん）
- 蜚 (ひ)
- 狒々（ひひ）
- 百頭（ひゃくとう）
- 風狸（ふうり）
- 鳧徯（ふけい）
- 鵬（ほう）
- 封豨（ほうき）
- マカラ（摩伽羅）
- マジムン
- 蛟（みずち）
- 野干（やかん）
- ヤマタノオロチ（八岐大蛇）
- 雍和（ようわ）
- 雷獣（らいじゅう）
- アッコロカムイ
- ホヤウカムイ
- ラートシカムイ
- フリカムイ
- チカプカムイ
- 夜刀神（やつのかみ、やとのかみ）
- キムンカムイ
- 金華猫 (きんかびょう)
- 覚 (さとり)
- すねこすり（脛擦、脛こすり）

### 植物型妖怪・精霊
- 花魄（かはく）
- 木霊（こだま、木魂）
- 人面樹（にんめんじゅ）
- 芭蕉精（ばしょうのせい）
- 彭侯（ほうこう）

### 動植物の変化

#### 動物の変化
- 青魚（アオウオ）
  - 小青（しょうせい）
- 岩魚（イワナ）
  - 岩魚坊主（いわなぼうず）
- 鼬（イタチ）
  - 鎌鼬（かまいたち）
- 兎（ウサギ）
  - 因幡の白兎（いなばのしろうさぎ）
- 獺（カワウソ）
- 蟹（カニ）
  - 蟹坊主（かにぼうず、化け蟹）
- 蜘蛛（クモ）
  - 大蜘蛛（おおぐも）
  - 絡新婦（じょろうぐも）
- 熊（クマ）
  - 鬼熊（おにくま）
- 狐（キツネ）
  - 妖狐（ようこ、狐狸精）
  - 天狐（てんこ）
  - 空狐（くうこ）
  - 葛の葉（くずのは、葛の葉狐、信太妻、信田妻）
  - 桂蔵坊（けいぞうぼう、経蔵坊狐、飛脚狐）
- 蛤（ハマグリ）
  - 蛤女房（はまぐりにょうぼう）
- 栄螺（サザエ）
  - 栄螺鬼（さざえおに）
- 蛇（ヘビ）
  - 蛇の精（へびのせい、蛇精）
  - 白娘子（はくじょうし）
- 鶴（ツル）
  - 鶴女房（つるにょうぼう）
- 虎（トラ）、鹿（シカ）、羚羊（レイヨウ）
  - 三大仙（さんたいせん、虎力大仙、鹿力大仙、羊力大仙）
- 猫（ネコ）
  - 化け猫（ばけねこ）
  - 猫又（ねこまた）
- 狸（タヌキ）
  - 化け狸（ばけだぬき）
  - 分福茶釜（ぶんぶくちゃがま）
  - 茂林寺の釜（もりんじのかま）
- 貂（テン）
  - 黄風大王（こうふうだいおう）
- 狢（ムジナ）
- 鼯鼠（ムササビ）や蝙蝠（コウモリ）
  - 野衾（のぶすま、飛倉）
  - 山地乳（やまちち、山地々）
- 鼠（ネズミ）
  - 旧鼠（きゅうそ）
- 鰐（ワニ）や鮫（サメ）
  - 和邇（わに、鰐）
  - トヨタマヒメ（豊玉姫、豊玉毘売神）
- 法螺貝（ホラガイ）
  - 出世螺（しゅっせぼら）
- 鮭 (サケ)
  - 鮭の大助（さけのおおすけ、鮭の大介）

#### 植物の変化
- 銀杏（イチョウ）
  - 化け銀杏の精（ばけいちょうのせい、化け銀杏の霊）
- 柿の木（カキノキ）
  - タンタンコロリン
- 椿（ツバキ）
  - 古椿の霊（ふるつばきのれい、古山茶の霊）
- 松（マツ）
  - 二龍松（にりゅうのまつ）

### 器物型妖怪・精霊（付喪神）
- 囲碁の精（いごのせい）
- 一反木綿（いったんもめん）
- 雲外鏡（うんがいきょう）
- 朧車（おぼろぐるま）
- 瓶長（かめおさ、甕長、甌長）
- 唐傘小僧（からかさこぞう、傘おばけ、傘化け、から傘おばけ）
  - 骨傘（ほねからかさ）
- 画霊（がれい）
- 琴古主（ことふるぬし）
- 蛇帯（じゃたい）
- 三味長老（しゃみちょうろう）
- 白溶裔（しろうねり、白容裔、白うねり）
- 瀬戸大将（せとたいしょう）
- 提灯お化け（ちょうちんおばけ、化け提灯、お化け提灯、提灯小僧）
  - 不落不落（ぶらぶら、不落々々）
- 塵塚怪王（ちりづかかいおう）
- 化け草履（ばけぞうり）
- 機尋（はたひろ）
- 琵琶牧々（びわぼくぼく）
- 文車妖妃（ふぐるまようひ）
- 暮露暮露団（ぼろぼろとん）
- 木魚達磨（もくぎょだるま）
- 面霊気（めんれいき）

### 死体型妖怪・精霊
- がしゃどくろ
- 狂骨（きょうこつ）
- キョンシー（殭屍）
  - 白骨夫人（はっこつふじん、白骨の精）
- 手負蛇（ておいへび）
- 化鯨（ばけくじら、骨鯨）
- ペナンガラン（ペナンガル）
- 骨女（ほねおんな）
- ポンティアナック
- マナナンガル
- 目競（めくらべ、髑髏の怪）

### 首の妖怪・精霊
- 大首（おおくび）
- さがり
- 釣瓶落とし（つるべおとし、釣瓶下ろし）
- 抜け首（ぬけくび）
- 飛頭蛮（ひとうばん、ろくろくび）
- 舞首（まいくび、舞い首）
- 輪入道（わにゅうどう）

### 自然現象・分類不明の妖怪・精霊
- 一目連（いちもくれん、ひとつめのむらじ）
- 印旛沼の怪獣
- 煙々羅（えんえんら、煙羅煙羅）
- 怪火（かいか、あやしび）
  - 姥ヶ火（うばがび、姥火）
  - 鬼火（おにび）
  - 狐火（きつねび）
  - 天火（てんか、てんび、てんぴ）
  - 海月の火の玉（くらげのひのたま）
- 桂男（かつらおとこ）
- 金霊（かねだま、かなだま）
- 毛羽毛現（けうけげん、けうげげん）
- 息壌（そくじょう、息土）
- 泥田坊（どろたぼう）
- 塗壁（ぬりかべ）
- べとべとさん
- 目目連（もくもくれん）
- 人面瘡 (じんめんそう、人面疽)